# Gerhard Andlinger
Gerhard „Gerry“ Rudolf Andlinger (* 17. Jänner 1931 in Linz; † 22. Dezember 2017 in New York) war ein austro-amerikanischer Unternehmer und Milliardär.

## Leben
Andlinger war der Sohn eines oberösterreichischen Postbeamten und einer tschechischen Mutter. Als Gewinner eines Aufsatzwettbewerbes der „New York Herald Tribune“ reiste er erstmals 1948 in die Vereinigten Staaten. Im Alter von 19 Jahren verließ Andlinger Österreich, um von 1950 bis 1952 mit einem Stipendium an der Princeton University Wirtschaftswissenschaften und Arabisch zu studieren. Von 1952 bis 1954 studierte er an der Harvard Business School und schloss dort mit einem MBA ab.
Er absolvierte seinen Dienst in der US-Armee und begann dann seine berufliche Karriere bei McKinsey & Company, wechselte bald zu ITT, wo er 1962 den Bereich Planung und Organisation leitete. Im Jahr 1976 gründete Andlinger sein eigenes Unternehmen, das Investmenthaus Andlinger & Company, das er zu einem Milliardenkonzern mit mehr als 100 Firmen und vielen tausenden Mitarbeitern auf allen fünf Kontinenten ausbaute.
Ab den 1980er Jahren lebte Andlinger wieder großteils in Burgau am Attersee in Österreich in seiner Villa auf einem circa 29.000 Quadratmeter großen Grundstück. Kurz vor seinem Tod wurde das Anwesen um eine kolportierte Summe von 18 Millionen Euro verkauft.
Nachdem er nach seinem absolvierten Militärdienst bei der US Army im Jahre 1955 die US-amerikanische Staatsangehörigkeit erhalten und somit die österreichische verloren hatte, überreichte ihm der damalige Salzburger Landeshauptmann Franz Schausberger im Jahre 2002 das Dekret zur Wiedererlangung der Österreichischen Staatsbürgerschaft.

## Philanthropie
2005 gründete Andlinger mit Partnern die Salzburg Festival Society (SFS), in der die amerikanischen Freunde und Förderer der Salzburger Festspiele vereint sind. Die SFS kümmert sich um die Vermittlung klassischer Musik und finanziert Opernproduktionen der Salzburger Festspiele. Als Mäzen der Salzburger Festspiele spendete Andlinger zum Beispiel 1,8 Millionen Euro für den Bau der „Salzburg-Kulisse“ auf dem im Jahr 2006 eröffneten Haus für Mozart oder eine Million US-Dollar für Nikolaus Harnoncourts letztes Opernprojekt der Festspiele, Mozarts Zauberflöte auf Originalinstrumenten 2012.
Im Jahr 2008 spendete Andlinger der Princeton University 100 Mio. US-Dollar aus Dankbarkeit und um der Universität und dem Land, das ihm so viel ermöglichte, zurückzugeben. Mit der Spende wurde das Gerhard R. Andlinger Center for Energy and the Environment innerhalb der School of Engineering and Applied Science gegründet.
Gerhard Andlinger engagierte sich auch für die American Austrian Foundation, deren Ziel es ist, die Völkerverständigung zwischen Österreich und den USA durch Programme in Medizin, Musik, bildenden Künste, Diplomatie und Medien zu fördern.